# グリシジルアジドポリマー
グリシジルアジドポリマー(Glycidyl azide polymer、略称：GAP）とは、高エネルギー高分子の一種である。CAS番号は[143178-24-9]。分子内に含まれるアジド基（-N3）が高エネルギーの元となっており、アジド基が分解して窒素（N2）ガスを放出する時に大きな熱エネルギーを発生する。酸化剤無しで燃焼する高エネルギー物質として期待されており、日米で軍需物資に指定されている。
日本ではハイブリッドロケットのポリマー燃料としても研究されている。